# Троцкий (фильм, 1993)
«Троцкий» — российский фильм-биография Льва Давидовича Троцкого.

## Сюжет
Повествование начинается с майского 1940 года неудачного покушения на Троцкого, когда боевики во главе с художником Хосе Сикейросом изрешетили из автоматов дом революционера в Койоакане, но так и не попали в него самого ни разу.
Раздосадованный неудачей, И. Сталин устраивает разнос Л. Берии. Память уносит его в прошлое. 1913 год, Вена, первая встреча с Л. Троцким, когда тот высокомерно раскритиковал статью Сталина по национальному вопросу. 1918 год, встреча в СНК, когда властный наркомвоенмор ссудил бедствующему наркомнацу 1500 рублей на первичное обзаведение хозяйством.
В далёкой Мексике Троцкий тоже перебирает в памяти своё прошлое. 1929 год, Одесса, высылка из СССР и чекист, оказывающий от имени правительства материальное вспомоществование Троцкому в размере 1500 долларов. 1931 год, Турция, гибель архива Троцкого, подожжённого агентами ОГПУ. 1933, Берлин, гибель его дочери Зины, от полной безнадёжности покончившей жизнь самоубийством. 1936, Норвегия, встреча лицом к лицу с убийцей, присланным Сталиным. Им оказывается старый товарищ — революционный матрос Каргин, который в годы гражданской войны был нянькой сыновей Троцкого. 1938 год, Париж, гибель старшего сына — Льва Седова, которого глубоко законспирированный агент Зборовский собственноручно душит в больничной палате по приказу резидента НКВД Эйтингона. 1919 год, гражданская война. Троцкий лично расстреливает из пистолета арестованных врагов. 1920 год, Крым. Он же приказывает вопреки объявленной Фрунзе амнистии, расстрелять 40 тысяч белых офицеров, не успевших эвакуироваться с Врангелем и ушедших в Крымские горы.
А тем временем, после категорического отказа Зборовского совершить ещё одно убийство, Наум Эйтингон в Нью-Йорке вербует для ликвидации Троцкого испанца Рамона Меркадера.

## В ролях
- Виктор Сергачёв — Л. Д. Троцкий
- Ия Саввина — Наталья Седова, жена Троцкого
- Сергей Маковецкий — Лев Седов
- Вадим Парфёнов — Сергей Седов
- Инна Пиварс — Зина Седова, дочь Троцкого
- Иван Косых — Ленин
- Евгений Жариков — Сталин
- Георгий Склянский — Генрих Ягода (озвучил Игорь Ясулович)
- Александр Пашковский — Берия (озвучил Артём Карапетян)
- Виктор Ельцов — Ворошилов
- Роман Мадянов — Михаил Фрунзе
- Владимир Меньшов — Каргин
- Владимир Качан — Марк Зборовский
- Алла Ларионова — Каридад Меркадер
- Вячеслав Разбегаев — Рамон Меркадер
- Николай Ерёменко-мл. — Наум Эйтингон
- Игорь Савочкин — красный командир
- Леонид Тимцуник — чекист при высылке
- Александр Кириллов — поп-контрреволюционер

## Номинации
- Участие в программе «После революции» МКФ в Карловых Варах-94
- «Кинотавр-94» (Сочи)
- Кинофестиваль «Созвездие-94».